# Platystoma kaszabi
Platystoma kaszabi är en tvåvingeart som beskrevs av Soos 1978. Platystoma kaszabi ingår i släktet Platystoma och familjen bredmunsflugor.
Artens utbredningsområde är Mongoliet. Inga underarter finns listade i Catalogue of Life.